# Stellicola
Stellicola is een geslacht van eenoogkreeftjes (Copepoda) uit de familie Lichomolgidae. De wetenschappelijke naam van het geslacht is voor het eerst geldig gepubliceerd in 1877 door de Duitser Robby Kossmann.
Het zijn parasieten die vooral op zeesterren leven. Kossmann verzamelde de typesoort, Stellicola thorelli, tijdens een expeditie in de Rode Zee niet ver van Massawa. Ze leefde op de zeester Ophidiaster multiforis (=Linckia multifora). 

## Soorten
- Stellicola antheneae Humes, 1995
- Stellicola astrivagus Humes, 1986
- Stellicola caeruleus (Stebbing, 1900)
- Stellicola curticaudatus (Thompson I.C. & Scott A., 1903)
- Stellicola femineus Humes & Ho, 1967
- Stellicola flexilis Humes, 1976
- Stellicola hochbergi López-González & Pascual, 1996
- Stellicola holothuriae (Ummerkutty, 1962)
- Stellicola illgi Humes & Stock, 1973
- Stellicola longicaudatus (Thompson I.C. & Scott A., 1903)
- Stellicola novaecaledoniae Humes, 1976
- Stellicola oreastriphilus Kossmann, 1877
- Stellicola parvulipes Humes, 1976
- Stellicola pleurobranchi Kossmann, 1877
- Stellicola pollex Humes & Ho, 1967
- Stellicola stebbingi Nair & Pillai, 1986
- Stellicola thorelli Kossmann, 1877